# ارابه‌ران لیدر
ارابه‌ران لیدر (به انگلیسی: Auriga Leader) یک کشتی است که طول آن ۱۹۹٫۹۹ متر (۶۵۶٫۱ فوت) می‌باشد. این کشتی در سال ۲۰۰۸ ساخته شد.